# Guvernementet Smolensk
För andra betydelser, se Smolensk (olika betydelser).
Guvernementet Smolensk var ett guvernement i mellersta Ryssland och i RSFSR, 1708-1929.
Det omgavs av guvernementen Pskov och Tver i norr, Moskva och Kaluga
i öster, Orjol och Tjernigov i söder, Mohilev och Vitebsk
i väster. Det hade en yta på 56 043 km2.
Smolensk var till största delen ett slättland och uppfyllt av en mängd sjöar och träsk. I norr vidtog likväl en märkbar höjning; denna del av Smolensk genomströks nämligen av Valdajhöjden. De viktigaste floderna i
Smolensk var: de för flottning kanaliserade Vazuza och
Ugra till Oka, Düna med Kasplja och Mezja, Dnjepr
med Vop, Vjazma, Sosj och Desna samt Gzjat, biflod
till Volga.
Klimatet är fuktigt och rått. Jordbruket lämnade blott under goda år tillräckligt med säd för guvernementets eget behov. Företrädesvis odlades havre och
råg, därjämte även korn och bovete samt lin och
hampa. Bristen på goda betesmarker utgjorde ett hinder för boskapsskötseln; hästar och nötkreatur var små och svaga.
Industrin lämnade huvudsakligen läder,
olja, talg, brännvin och öl. Handeln, som främjades av livlig samfärdsel på floderna, har i lin, trä,
husgerådssaker av trä, havre, talg, läder och olja sina viktigaste exportartiklar.
Befolkningen uppgick 1897 till 1 525 279 personer samt beräknades
1914 till 2 163 600 personer, varav i östra delen mest bodde ryssar (omkring 43 procent), i västra mest vitryssar (omkring 55 procent).
Guvernemenet var indelat i 12 kretsar: Belyj, Dorogobuzj, Duchovsjtjina, Jelnja, Gzjatsk, Krasnyj, Porjetjie, Roslavl, Smolensk, Sytjevka, Vjazma och Juchnov.